# Réglementation de la Formule 1 1995
Cette page présente les points les plus importants des réglements sportifs et techniques de la saison 1995 de Formule 1.

## Règlement sportif: points principaux
- L'attribution des points s'effectue selon le barème 10,6,4,3,2,1.
- Tous les résultats comptent.
- Chaque Grand Prix a une distance prévue de 305 km (plus la fin du dernier tour), mais ne doit pas excéder deux heures en temps (exception : le GP de Monaco prévu pour 260 km environ).
- Les préqualifications sont réservées à toutes les monoplaces les moins bien classées lors du championnat précédent puis lors du demi-championnat en cours. La séance de préqualifications se déroule le vendredi matin de 8 à 9 h. Les pilotes titulaires des quatre meilleurs temps de la séance peuvent prendre part aux essais qualificatifs aux côtés des 24 monoplaces préqualifiées de droit. Ainsi, trente monoplaces au maximum sont autorisées à poursuivre le déroulement du GP.
- Horaires des essais : vendredi matin de 9 h 30 à 10 h 15 et de 10 h 30 à 11 h 15 : essais libres (30 monoplaces maxi).
- Horaires des essais : vendredi après-midi de 13 h à 13 h 45 : première séance d'essais qualificatifs (30 monoplaces maxi).
- Horaires des essais : samedi matin de 9 h 30 à 10 h 15 et de 10 h 30 à 11 h 15 : essais libres (30 monoplaces maxi).
- Horaires des essais : samedi après-midi de 13 h à 13 h 45 : seconde séance d'essais qualificatifs (30 monoplaces maxi).
- À l'issue des deux séances de qualifications, les 26 monoplaces ayant réalisé les meilleurs temps sont qualifiées pour la course.
- Une séance d'essai de roulage en configuration de course (warm-up) est organisée le dimanche matin, de 10 h à 10 h 30.
- Un second warm-up d'un quart d'heure peut être organisé si les conditions météorologiques prévues pour la course changent drastiquement par rapport aux conditions rencontrées lors du premier warm-up.

## Règlement technique (nouveautés en caractères gras)

### Moteur et transmission
- Moteurs atmosphériques V12 maximum de 3 000 cm3 de cylindrée.
- Boîte de vitesses au nombre de rapports libre mais avec marche arrière obligatoire.
- Interdiction des systèmes de suspensions actives.
- Interdiction des systèmes d'antipatinage.
- Interdiction des systèmes d'antiblocage des roues.
- Interdiction des systèmes d'assistance à la direction.
- Interdiction des boîtes de vitesses automatiques à passage programmé.
- Interdiction des systèmes d'accélérateur électronique (fly-by-wire).

### Structure de la monoplace
- Porte-à-faux de l'aileron arrière fixé à 90 cm maximum par rapport à l'axe des roues arrière.
- Largeur hors-tout de la monoplace limitée à 200 mm.
- Largeur des pneumatiques : 15 pouces, soit une dimension des pneus arrière fixée à 381 mm de large.
- Prise d'air du capot moteur échancrée pour diminuer l'admission.
- Hauteur du capot moteur limitée à 95 cm à partir du fond plat.
- Aileron arrière abaissé de 13 cm, soit une hauteur maximale de 80 cm par rapport à la coque.
- Autorisation des ailerons-sabots situé en avant de l'axe des roues arrière.
- Interdiction de l'aileron inférieur situé vers la base du mât central, sous l'aileron principal arrière.
- Aileron avant ne devant plus dépasser 25 cm de hauteur par rapport au fond de la coque.
- Pontons latéraux rehaussés de 5 cm par rapport au fond de la coque.
- Patin en bois (jabroc) obligatoire de 10 mm fixé sous le fond plat.
- Longueur de la coque située en avant de l'axe des roues avant portée à 30 cm (contre 15 cm).
- Poids de la monoplace porté à 595 kg, pilote compris (contrairement aux années précédentes où le poids minimum ne concernait que la voiture).
- Suspensions renforcées pour éviter qu'un bras ne puisse heurter le pilote.
- Arceau de sécurité avec points d'ancrage dans la coque pour faire corps avec elle.
- Forme du cockpit permettant d'assurer une meilleure protection au niveau des épaules du pilote.
- Crash-test frontal et latéral obligatoire.
- Cockpit de dimensions permettant au pilote de s'extraire de la monoplace en cinq secondes sans démonter le volant (60 cm de largeur sur au moins 30 cm de longueur et 65 cm de longueur entre le tableau de bord et le dossier du pilote).
- Appuie-tête de 75 mm d'épaisseur et de 400 cm2 de surface.
- Nouvelles structures de protections déformables intégrées à la coque autour du cockpit.
- Cockpit permettant au pilote, assis, ceinturé mais volant retiré, de pouvoir lever ensemble les deux jambes pour que ses genoux dépassent le plan du volant.
- Système de survie composé d'une bouteille d'air médical et d'une durite résistante au feu la raccordant au casque du pilote obligatoire.
- Rétroviseur de largeur minimale fixée à 10 cm et de hauteur minimale fixée à 5 cm. Les commissaires techniques doivent s'assurer que le pilote, en position de conduite est bien capable de discerner les voitures qui le suivent dans chacun des deux rétroviseurs.
- Extincteurs de 5 kg pour l'habitacle et 2,5 kg pour le moteur. Les fixations doivent résister à une décélération de 25 g.
- Feu arrière de surface minimale portée à 20 cm2, d'une puissance de 21 W et fixé à 40 cm du sol.
- Ceinture de sécurité à six points obligatoire.

### Carburant et fluides
- Réservoir de carburant de capacité libre (et non plus limitée à 200 L) et ravitaillements en courses autorisés.
- Réservoir de carburant en caoutchouc recouvert d'une enveloppe anti-perforation utilisable au maximum pendant cinq ans.
- Canalisations de carburant dotées de systèmes d'auto-obturation.
- Réservoir de carburant obligatoirement situé entre l'habitacle (dos du pilote) et le moteur. Les réservoirs latéraux enveloppant le cockpit sont proscrits.
- Protection obligatoire de tous les réservoirs d'huile placés à l'extérieur de la structure principale de la monoplace.
- Double circuit de freinage, les prises d'air de refroidissement des freins avant ne doivent pas excéder 14 cm de hauteur par rapport à l'axe horizontal de la roue.